# Aeroporto Las Flecheras
O Aeroporto San Fernando de Apure ou Aeroporto Nacional Las Flechera é um terminal aéreo venezuelano localizado em San Fernando de Apure, estado de Apure. Tem uma única pista de pouso e decolagem de 1957 metros de comprimento, 49 de largura e, por estar em uma área de tráfego aéreo escasso, o terminal possui pouca infraestrutura.
O aeroporto não tem um sistema de aterragem por instrumentos (ILS Instrument Landing System), mas tem um farol de rádio ou farol não direcional (NDB) e um rádio VHF omnidirecional com equipamentos de medição de distância (VOR-DME), ambos sigla SFD, que fazem parte do sistema de ajuda de navegação da  Venezuela.
O aeroporto também abriga o Destacamento nº 10 do Departamento de Bombeiros Aeronáuticos. 